# Rœux
Rœux – miejscowość i gmina we Francji, w regionie Hauts-de-France, w departamencie Pas-de-Calais.
Według danych na rok 1990 gminę zamieszkiwały 1454 osoby, a gęstość zaludnienia wynosiła 299 osób/km² (wśród 1549 gmin regionu Nord-Pas-de-Calais Rœux plasuje się na 447. miejscu pod względem liczby ludności, natomiast pod względem powierzchni na miejscu 691.).